# Ferdinando Gorges
Ferdinando Gorges (Clerkenwell, 1565 – Ashton Phillips, 24 maggio 1647) è stato un nobile britannico.
Nel 1620 gli furono affidati i territori americani tra il 40º e il 48º parallelo di latitudine Nord; nel 1622 fu aggiunta un'altra importante porzione di terreno.
Nel 1639 divenne Lord proprietary di quello che stava diventando il Maine.